# Juan Esposito-Garcia
Juan Rafael Esposito-Garcia (ur. 10 stycznia 1974 w San Luis) – amerykański duchowny rzymskokatolicki, biskup pomocniczy waszyngtoński od 2023.

## Życiorys
Święcenia kapłańskie otrzymał w dniu 14 czerwca 2008 i został inkardynowany do archidiecezji waszyngtońskiej. Po kilkuletnim stażu wikariuszowskim został mianowany wykładowcą i ojcem duchownym waszyngtońskiego seminarium. W latach 2011–2017 pracował też w sądzie biskupim, pełniąc funkcje sędziego oraz wikariusza sądowego. W 2018 rozpoczął pracę w Kongregacji ds. Biskupów.
19 grudnia 2022 papież Franciszek mianował go biskupem pomocniczym waszyngtońskim ze stolicą tytularną Tabla. Sakry udzielił mu 21 lutego 2023 kardynał Wilton Gregory.